# Stevan Sremac
Stevan Sremac (v srbské cyrilici Стеван Сремац, Zenta, 11/23. listopadu 1855 — Sokobanja, 12/25. srpna 1906) je jeden z srbských realistických spisovatelů.

## Biografie
Přestože byl původem z Bačky, dlouhá léta strávil v Bělehradu a také v Niši, což jeho tvorbu značně ovlivnilo. Jako autor povídek se tématu jižního okraje Srbska často věnoval. Často při návštěvách různých míst s notesem zaznamenával, vše to, co považoval za zajímavé. Významným domácím vzorem mu byl Jakov Ignjatović, nebo Jovan Đorđević, z cizích pak například Nikolaj Vasiljevič Gogol. Na rozdíl od řady ostatních autorů začal tvořit poměrně pozdě, až po třicítce. První realistickou povídku uveřejnil v roce 1893 pod názvem Božićna pečenica (vánoční klobása), následovala řada dalších, některé se dočkaly i zfilmování (např. Ivkova slava, nebo Pop Ćira i pop Spira). Přestože jsou jeho díla romány, on sám je nazýval zásadně povídkami a uveřejňoval postupně, po částech v různých denících.
Ideově se však od řady realistických tvůrců, kteří udávali tón dobové tvorby odlišoval. Jako spisovatel, který velebil prostředí "toho starého" ostře kritizoval nové pořádky, které stále silněji hledaly v Srbsku 19. století své místo – evropská kultura, demokratizace společnosti a její otevřenost západní kultuře. Byl velmi oddán tehdejší obrenovićovské monarchii. Stal se proto ideovým oponentem Svetozara Markoviće, průkopníka levicových představ v srbském prostředí. Ve svých dílech (Zora Zamfirova, Pop Ćira i Pop Spira, Ivkova Slava) se proto nebál poukázat na znepokojenost těch, kteří celý život prožili za turecké nadvlády z nových poměrů.

## Externí odkazy

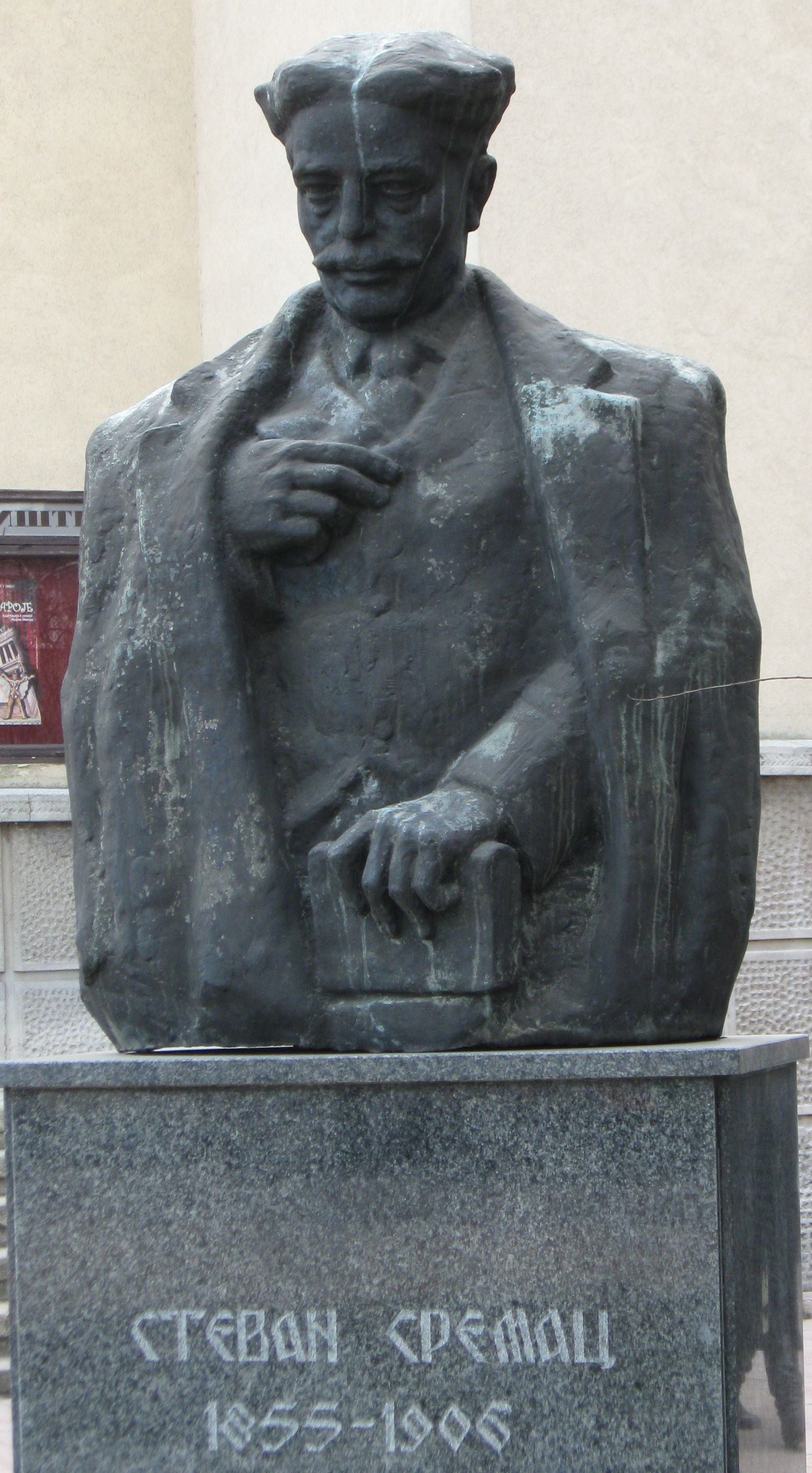
Socha umělce před srbským Národním divadlem